# Cambridge (Idaho)
Cambridge è una città (city) degli Stati Uniti d'America, situata nella contea di Washington, nello Stato dell'Idaho.